# Sociedade Linguística da América
A Sociedade Linguística da América (em inglês: Linguistic Society of America) é uma sociedade científica estadunidense do campo da linguística. Foi fundada em 1924 com o objetivo de promover o estudo científico da linguagem. Publica dois periódicos, Language (desde 1925) e Semantics and Pragmatics (desde 2008), sendo este último de acesso aberto. Realiza encontros anuais, durante o inverno.

## Presidentes
O título de Presidente é concedido anualmente.
- 1925: Hermann Collitz
- 1926: Maurice Bloomfield
- 1927: Carl Darling Buck
- 1928: Franz Boas
- 1929: Charles H. Grandgent
- 1930: Eduard Prokosch
- 1931: Edgar H. Sturtevant
- 1932: George Melville Bolling
- 1933: Edward Sapir
- 1934: Franklin Edgerton
- 1935: Leonard Bloomfield
- 1936: George T. Flom
- 1937: Carl Darling Buck
- 1938: Louis Herbert Gray
- 1939: Charles C. Fries
- 1940: A. L. Kroeber
- 1941: Roland Grubb Kent
- 1942: Hans Kurath
- 1943: Fred N. Robinson
- 1944: Kemp Malone
- 1945: Y. R. Chao
- 1946: E. Adelaide Hahn
- 1947: Albrecht Goetze
- 1948: Hayward Keniston
- 1949: Murray B. Emeneau
- 1950: Einar Haugen
- 1951: Joshua Whatmough
- 1952: George S. Lane
- 1953: Bernard Bloch
- 1954: Charles F. Voegelin
- 1955: Zellig Harris
- 1956: Roman Jakobson
- 1957: W. Freeman Twaddell
- 1958: Henry M. Hoenigswald
- 1959: Harry Hoijer
- 1960: George L. Trager
- 1961: Kenneth L. Pike
- 1962: Albert H. Marckwardt
- 1963: Mary R. Haas
- 1964: Charles Hockett
- 1965: Yakov Malkiel
- 1966: J. Milton Cowan
- 1967: William G. Moulton
- 1968: Eugene A. Nida
- 1969: Archibald A. Hill
- 1970: Charles A. Ferguson
- 1971: Eric P. Hamp
- 1972: Dwight L. Bolinger
- 1973: Winfred P. Lehmann
- 1974: Morris Halle
- 1975: Thomas A. Sebeok
- 1976: Rulon S. Wells
- 1977: Joseph H. Greenberg
- 1978: Peter Ladefoged
- 1979: William Labov
- 1980: Ilse Lehiste
- 1981: Fred W. Householder
- 1982: Dell H. Hymes
- 1983: Arthur S. Abramson
- 1984: Henry R. Kahane
- 1985: Victoria A. Fromkin
- 1986: Barbara H. Partee
- 1987: Elizabeth C. Traugott
- 1988: Calvert Watkins
- 1989: William Bright
- 1990: Robert Austerlitz
- 1991: Charles J. Fillmore
- 1992: Arnold M. Zwicky
- 1993: Lila R. Gleitman
- 1994: Kenneth L. Hale
- 1995: Emmon Bach
- 1996: James D. McCawley
- 1997: Janet Dean Fodor
- 1998: D. Terence Langendoen
- 1999: Joan Bresnan
- 2000: David Perlmutter
- 2001: Walt Wolfram
- 2002: Frederick J. Newmeyer
- 2003: Ray Jackendoff
- 2004: Joan Bybee
- 2005: Mark Aronoff
- 2006: Sally McConnell-Ginet
- 2007: Stephen R. Anderson
- 2008: Ellen Prince
- 2009: Sarah Thomason
- 2010: David Lightfoot
- 2011: Sandra Chung
- 2012: Keren Rice
- 2013: Ellen Kaisse
- 2014: Joan Maling
- 2015: John Rickford
- 2016: Alice Harris
- 2017: Larry Hyman
- 2018: Penelope Eckert
- 2019: Brian Joseph
- 2020: Marianne Mithun